# Podstrzesze
Podstrzesze [pronunciación en polaco: /pɔtsˈtʂɛʂɛ/] es un asentamiento ubicado en el distrito administrativo de Gmina Czaplinek, dentro del Condado de Drawsko, Voivodato de Pomerania Occidental, en el norte de Polonia occidental. Se encuentra aproximadamente a 12 kilómetros al sureste de Czaplinek, a 39 kilómetros al este de Drawsko Pomorskie, y a 120 kilómetros al este de la capital regional Szczecin.
Entre 1871 y 1945 el área fue parte de Alemania.